# Darlene Hooley
Darlene Hooley (ur. 4 kwietnia 1939 roku w Williston, Dakota Północna) – amerykańska nauczycielka i polityk, członkini Partii Demokratycznej.

## Życiorys
W latach 1997–2009 przez sześć dwuletnich kadencji Kongresu Stanów Zjednoczonych reprezentowała piąty okręg wyborczy w stanie Oregon w Izbie Reprezentantów Stanów Zjednoczonych.